# Ozatlán

Localização de Ozatlán

Ozatlán é um município de El Salvador, localizado no departamento de Usulután.